# Kannibalisme (geologie)

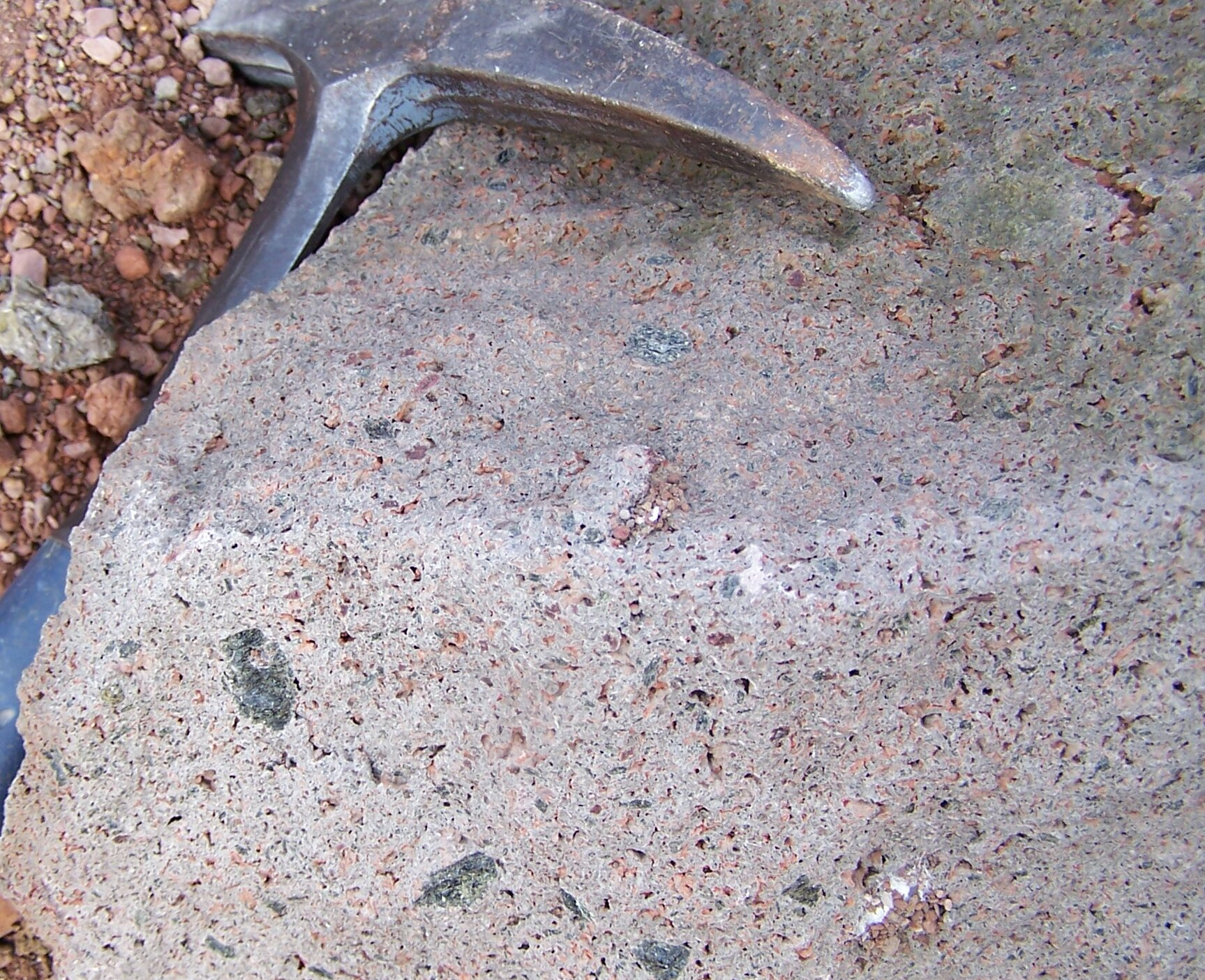
Kannibalisme van een rode schalie door een carbonaat-rijke magma. De roze-rode stukjes zijn "opgegeten" door het lichter gekleurde stollingsgesteente.

Kannibalisme is een term uit de geologie, meer bepaald uit de vulkanologie, die beschrijft hoe het ene gesteente (meestal een smelt, een magma of lava) een ander gesteente "opeet". Op deze manier komen delen van oudere of omliggende gesteenten in het nieuwe gestolde gesteente. Kannibalisme is een proces dat op grote schaal leidt tot de vorming van xenolieten en op kleine schaal van xenocrysten.
Bij voldoende vermenging van het stollings- en het "opgegeten" gesteente ontstaat een mengkleur. In dat geval is het moeilijk te achterhalen of er sprake is geweest van kannibalisme en wordt met behulp van slijpplaatjes onderzoek gedaan.